# Mimetebulea arctialis
Mimetebulea arctialis är en fjärilsart som beskrevs av Munroe och Akira Mutuura 1968. Mimetebulea arctialis ingår i släktet Mimetebulea och familjen Crambidae. Inga underarter finns listade i Catalogue of Life.